# キッカー烈男
『キッカー烈男』（キッカーれお）は、小島一将による日本の漫画。『週刊少年チャンピオン』（秋田書店）において、1979年52号から1980年21号まで連載された。サッカーをテーマにしたスポーツ漫画。小島の少年誌における最後の週刊連載作品で、以後は月刊誌や増刊誌での連載が中心になった。

## あらすじ
鑑別所に入れられた少年・空野烈男（そらの れお）は、編入試験を受けて天理浜高校への入学を許される。不良からサッカー部マネージャーの真子（まこ）を助けたのが縁で、サッカー部の合宿に参加する。

## 登場人物
空野烈男（そらの れお）
主人公。鑑別所から高校編入し、サッカーの世界で活躍する。小柄だが喧嘩は強い。
富岡（とみおか）
主人公を鑑別所から出所させた際の身元引受人。
真子（まこ）
ヒロイン。天理浜高校サッカー部のマネージャー。
鎌田（かまた）
天理浜高校サッカー部員。
滝（たき）
同じく天理浜高校サッカー部員。
土辺（どべ）
体育教師。天理浜高校サッカー部の顧問。
黒岩（くろいわ）
鑑別所でもサッカーボールを話さなかったサッカー好き。マリン学園で主人公と対決する。
五丈（ごじょう）
高校サッカー界で有名な選手。尾牛商工に所属。
秋本（あきもと）
リーゼントのサッカー選手。竜ヶ峰高校に所属。

## 書誌情報
- 『キッカー烈男』小島正春 （全3巻 1980年 秋田書店 少年チャンピオンコミックス）[2]